# Cinara tistaensis
Cinara tistaensis är en insektsart. Cinara tistaensis ingår i släktet Cinara och familjen långrörsbladlöss. Inga underarter finns listade i Catalogue of Life.